# Terra de Lemos
Terra de Lemos é uma comarca da Galiza situada ao sul da província de Lugo cuja capital é Monforte de Lemos, que também é o concelho mais povoado da comarca. A maior parte da área (toda exceto o concelho de Bóveda) forma parte da Ribeira Sacra, da que Monforte também é a sua capital. 
Pertencem à comarca da Terra de Lemos os seguintes concelhos: Bóveda, Monforte de Lemos, Pantón, A Pobra do Brollón, O Saviñao e Sober.
A comarca faz fronteira ao norte com a comarca de Sarria, ao oeste com a comarca de Chantada, ao leste com a comarca de Quiroga e, ao sul com as comarcas ourenses de Ourense e Terra de Caldelas.

## Geografia
A Terra de Lemos situa-se geograficamente no sul da província de Lugo. Caracteriza-se pelo grande vale situado no centro da mesma, o Vale de Lemos. Este vale contrasta com as altas montanhas situadas ao leste da comarca pertencentes à Serra do Courel e que servem de fronteira com a comarca de Quiroga junto com o rio Lor. No sul, o rio Sil marca a fronteira com a província de Ourense, igual a que o rio Minho no oeste com a comarca de Chantada.

### Rios
Os rios da comarca pertencem às bacias (cuncas) hidrográficas dos dois rios limítrofes da comarca e por sua vez os mais importantes, às bacias do Minho e do Sil.
O rio mais importante da comarca é o rio Cabe, que nasce no concelho do Incio. Este rio que desemboca no Sil era muito importante já na época romana, quando se abasteciam e removiam ouro deste rio. Em Monforte conserva-se a Ponte Velha sobre este rio, um dos monumentos característicos da vila. Também são importantes os rios Mao, principal afluente do Cabe, e o rio Lor, que faz de fronteira entre as comarcas de Quiroga e Terra de Lemos, afluente do Sil.

### Montanhas
Os principais sistemas montanhosos situam-se no leste, na Serra do Courel, entre Bóveda e O Saviñao, no sudoeste de Pantón e no sul.
Cabe destacar as seguintes montanhas que superam os mil metros de altitude e estão situadas na Serra do Courel, no concelho da Pobra do Brollón:
- Alto da Veneira (1.164 m.)
- Alto da Serra (1.137 m.)
- Chao das Lagas (1.060 m.)
- Alto da Chá (1.021 m.)

### Clima
O clima desta comarca é oceânico com tendências continentais e fortes contrastes. Os invernos são longos, úmidos e com geadas moderadas. As temperaturas chegam a valores à baixo dos -5º e as névoas e são presentes regularmente. Os verões são calorosos e secos, com noites frescas. No verão chega-se pontualmente a superar temperaturas máximas de 40º; e algumas noites ficam perto dos 5º.

## População

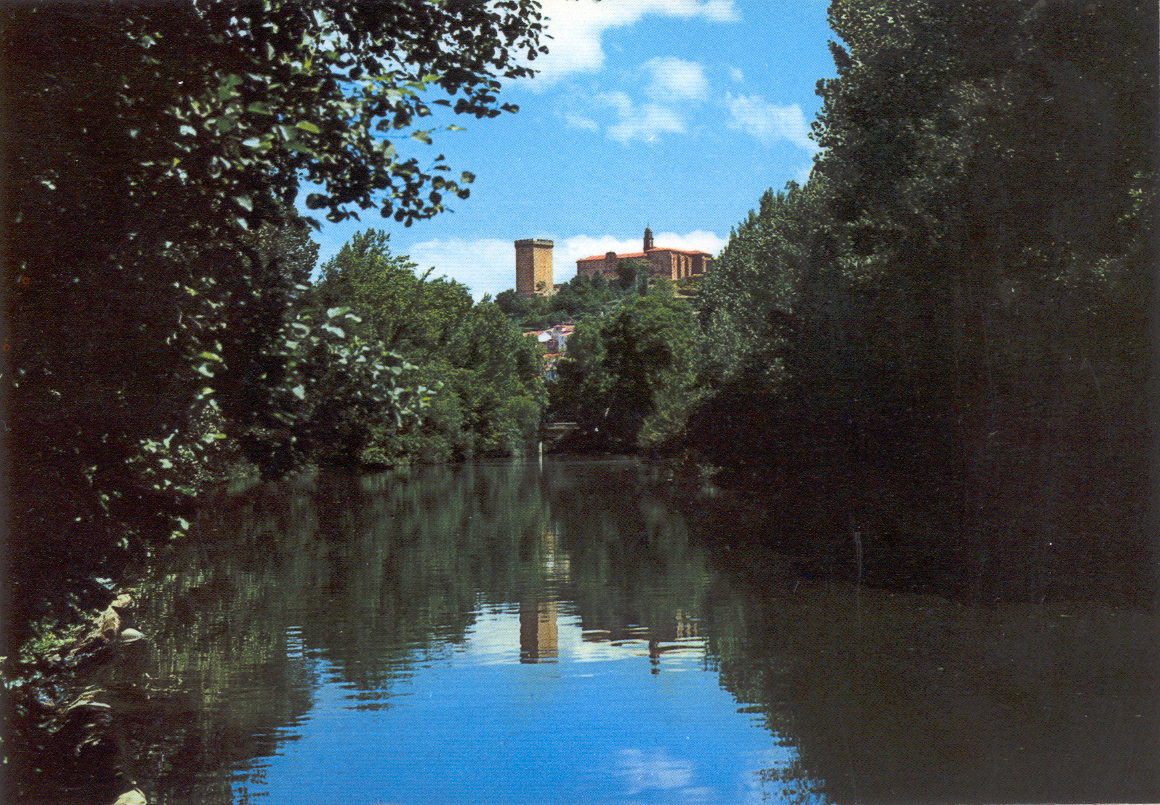
O mosteiro de San Vicente do Pino desde o rio Cabe, em Monforte de Lemos.

A população era, em 2014, de 31.876 habitantes distribuídos assim:
| Concelho           | Habitantes |
| ------------------ | ---------- |
| Monforte de Lemos  | 19.201     |
| O Saviñao          | 4.113      |
| Pantón             | 2.708      |
| Sober              | 2.453      |
| A Pobra do Brollón | 1.830      |
| Bóveda             | 1.571      |

| Censo total 2014   | 31.876 habitantes |
| ------------------ | ----------------- |
| Menores de 15 anos | 2.864 (8.98 %)    |
| Entre 15 e 64 anos | 17.983 (56.42 %)  |
| Maiores de 65 anos | 11.029 (34.6 %)   |

### Localidades mais povoadas
Em 2014 as entidades mais povoadas segundo o INE eram:
- Monforte de Lemos: 16.500 hab.
- Escairón: 872 hab.
- O Castro de Ferreira: 409 hab.
- Bóveda: 359 hab.
- Sober: 339 hab.
- Rubián: 300 hab.
- A Pobra do Brollón: 250 hab.
- Toiriz: 179 hab.

## Galeria de imagens

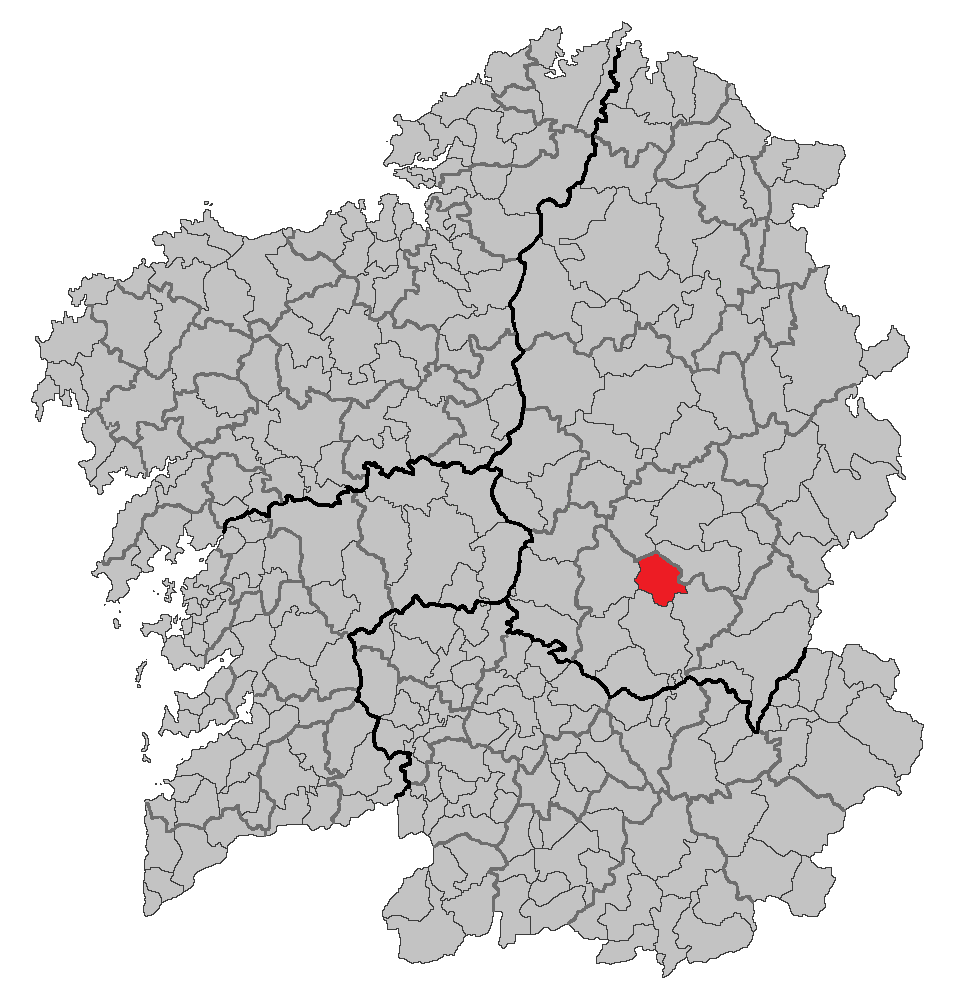
Concello de Bóveda
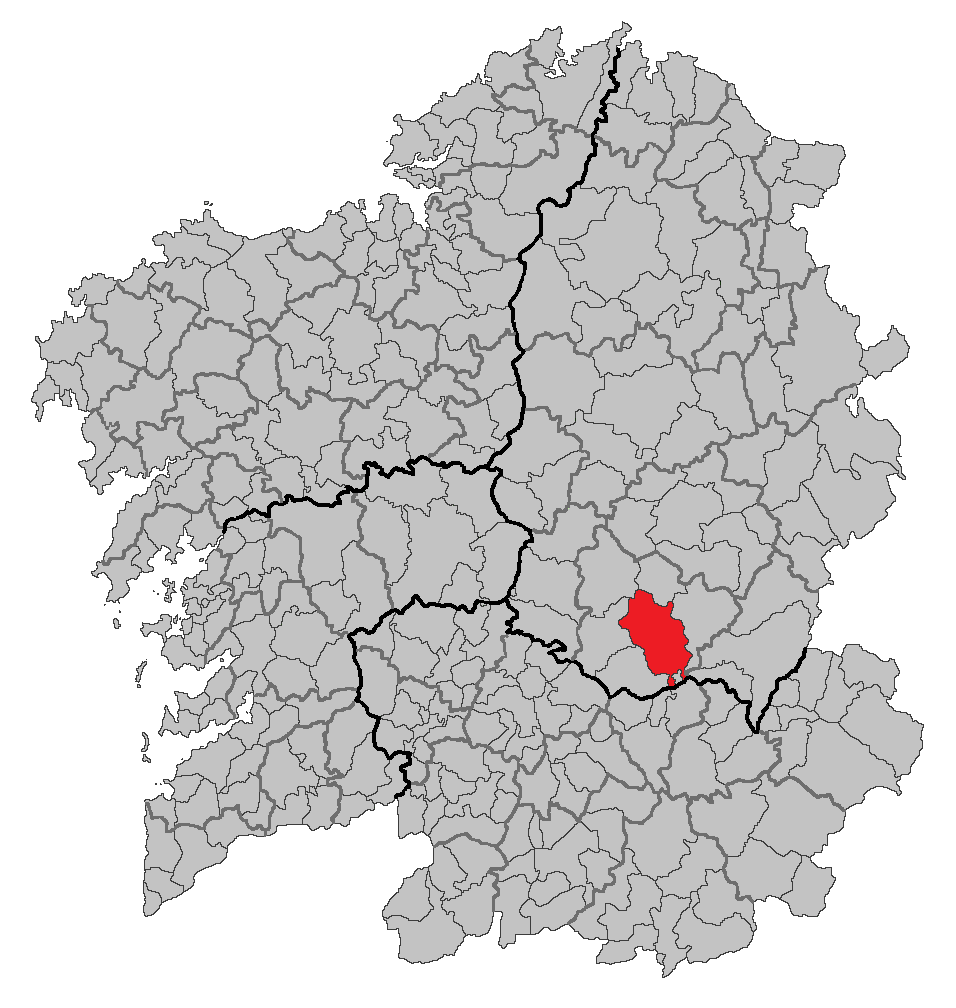
Concello de Monforte de Lemos
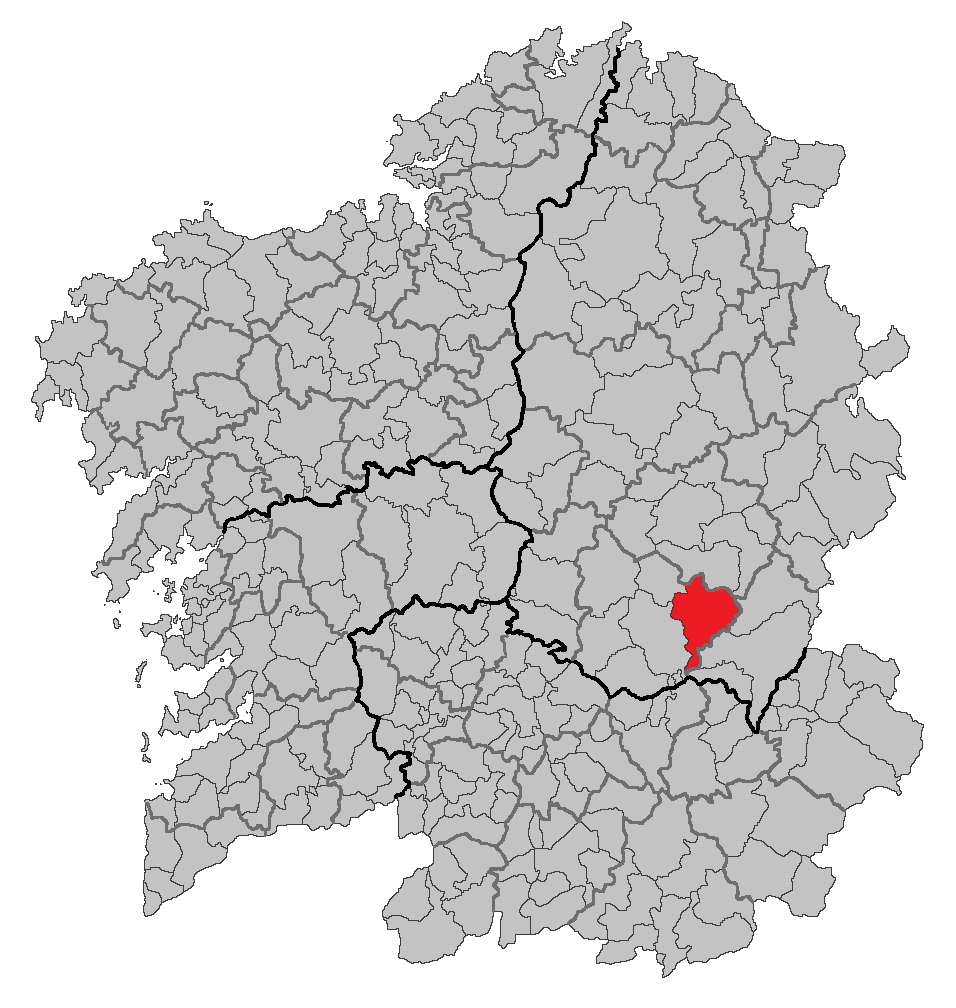
Concello da Pobra do Brollón
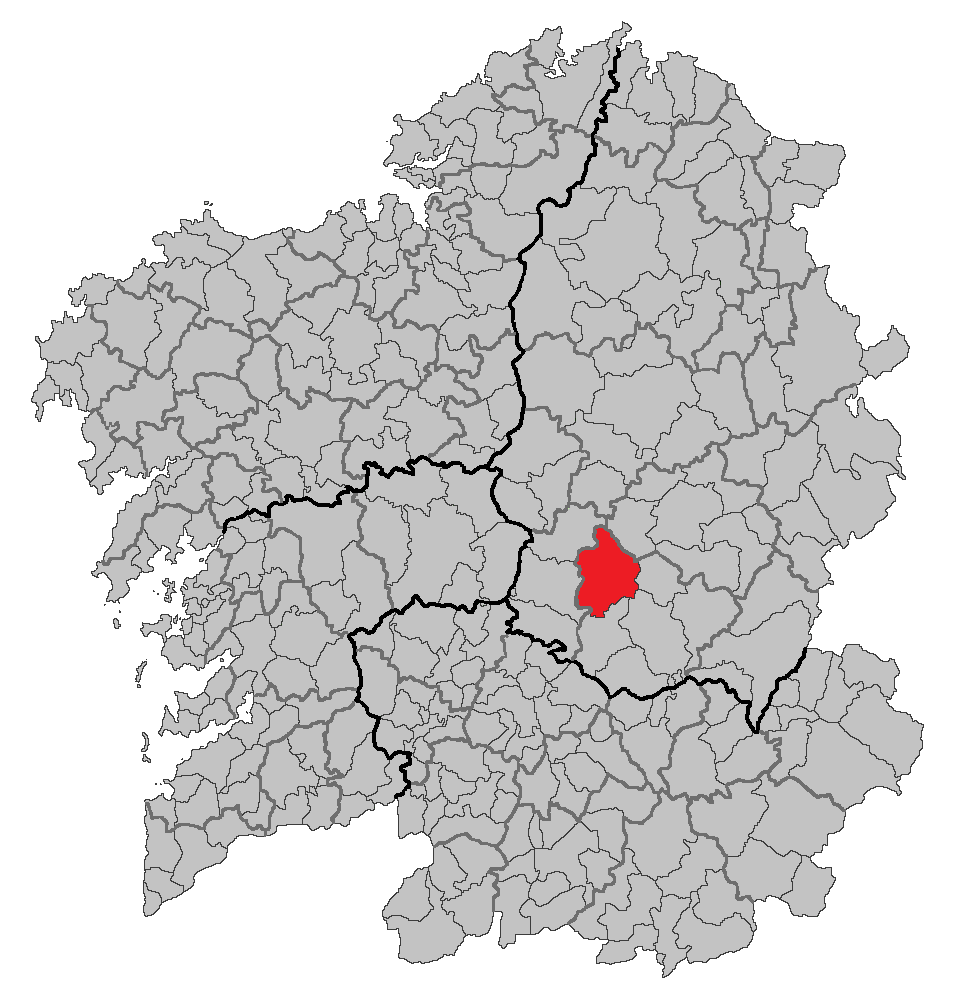
Concello do Saviñao
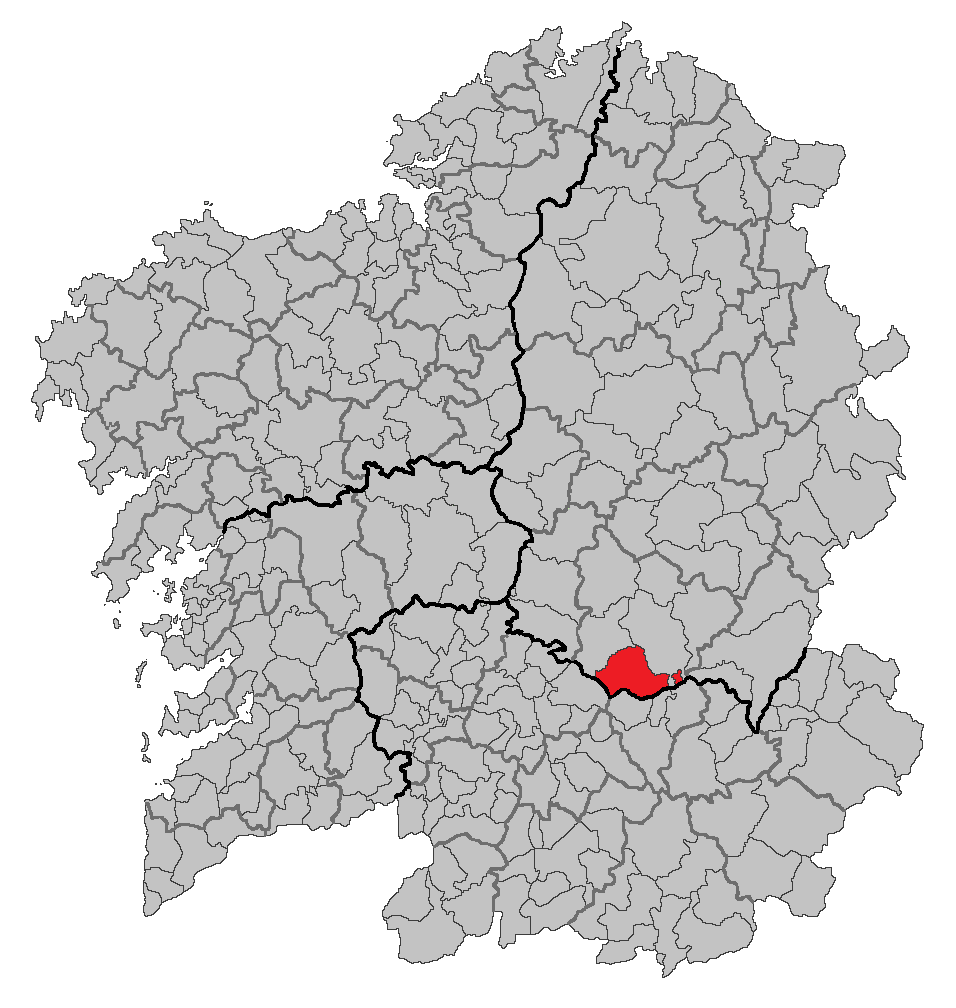
Concello de Sober

## Comunicações
Na comarca da Terra de Lemos unem-se as estradas e linhas das ferrovias procedentes da Corunha e Lugo, Ourense e Vigo, e Ponferrada, sendo um grande centro de comunicações. A Estação da ferrovia de Monforte de Lemos é a mais importante da província. 

### Principais estradas
- A estrada N-120 Vigo-Logroño.
- A estrada LU-546 Lugo-Sarria-Monforte de Lemos: liga com a N-120 em Monforte e com a A-6 em Lugo.
- O corredor CG-2.1 Lalín-Chantada-Monforte de Lemos: liga em Lalín com a autoestrada AP-53 Santiago de Compostela-Ourense.
- LU-652 Bóveda-A Estación: une as estradas N-120 e LU-546 sem passar por Monforte de Lemos e facilitando os trajetos entre Lugo e Ponferrada.
- O corredor CG-2.2 entre Nadela e Sarria.

Está em projeto a autoestrada A-76, que corre paralela à N-120 e unirá Ourense com Ponferrada passando por Monforte e dando acesso ao porto seco, atualmente em construção.

### Ferrovia
Na comarca confluem duas linhas ferroviárias:
- A Coruña-Palencia, passando por Monforte de Lemos.
- Vigo-Ourense-Monforte de Lemos.

Há sete estações na comarca: Monforte de Lemos (presta serviço para passageiros de viagem longa e meia distância, e mercadorias), A Pobra do Brollón, Canaval, Areas, Santo Estevo do Sil e San Pedro do Sil (prestam serviço para passageiros de meia distância) e Rubián (só para mercadorias).